# Ortomolekylär medicin
Ortomolekylär medicin (av grekiska orto, den rätta), är en alternativmedicinsk inriktning som syftar till att behandla och förebygga sjukdom genom att tillföra stora mängder endogena ämnen, till exempel vitaminer och hormoner. Metoden används framför allt för psykiska besvär.
Ortomolekylär medicin såsom term myntades 1967 av Linus Pauling, efter att schizofrena patienter uppnått förbättring genom administration av C-vitamin och vitamin B3. De ämnen som ortomolekylär medicin använder, är uteslutande kroppsegna, såsom fettsyror, vitaminer, och mineraler. Med tiden utvidgades behandlingen till andra typer sjukdomar, vilka förespråkare anser samtliga kan lindras eller botas genom att förändra patientens biokemiska balans. Förespråkarnas bevis för behandlingen innefattar C-vitaminbehandling till bristsjukdomen skörbjugg.

Den dubble nobelpristagaren Linus Pauling var bland de första att inse vitaminernas och mineralernas avgörande betydelse för en god hälsa. Pauling myntade begreppet ortomolekylär medicin, där orto betyder ”rätt” eller ”riktig” och ortomolekylär medicin innebär att man rättar till molekylära obalanser i kroppen.
Pauling riktade sig först till psykiatrin och menade att många mentala sjukdomar kunde korrigeras genom stora tillskott av specifika näringsämnen och molekyler. Detta skulle hjälpa hjärnan att uppnå sin optimala molekylära miljö. Denna teori har ännu inte anammats helt av psykiatrin, även om man under de senaste tio åren kunnat konstatera ett samband mellan näringsbrister och mentala störniningar.
Till exempel leder brist på: 
• vitamin B3 och B6 till förändringar i verklighetsuppfattningen, vanligen illusioner, som ofta utvecklas till hallucinationer.
• vitamin B6 och zink är vanligt hos schizofrena personer (samt att det är vanligt med svåra födoämnesallergier). 
• vitamin B12 kan ge tvångsföreställningar och tvångsmässigt beteende.
• B-vitaminer generellt till nedstämdhet eller depression.
• undernäring kan ge brist på flera B-vitamier, vilket är en vanlig orsak till neuroser. Den kan orsakad av för stor konsumtion av industriellt framställd och raffinerad mat.
Den kanadensiske läkaren och forskaren Abram Hoffer har gått vidare i Linus Paulings fotspår. Hoffer publicerade 1955 sina fynd som visade att höga doser vitamin B3 sänker kolesterolhalten. År 1978 utkom hans första bok Ortomolecular Nutrition. Den bakomliggande tanken är att man genom behandling med optimala doser av näring kan bekämpa, läka och förebygga fysisk och mental ohälsa. 
Ortomolekylär medicin kan sägas vara alternativ i sitt tänkande men den bygger på biokemiska principer om vad kroppen behöver för att kunna fungera. Den är egentligen grundläggande inom medicinen och representerar den syn som fanns på 1930-talet – då näringslära fortfarande utgjorde viktig medicinsk kunskap.